# Mecz lekkoatletyczny Włochy – Polska 1970
Mecz lekkoatletyczny Włochy – Polska – zawody lekkoatletyczne rozegrane pomiędzy reprezentacjami narodowymi Włoch i Polski. Mecz odbył się między 26, a 29 czerwca oraz 4 i 5 lipca 1970 roku w mieście Syrakuzy. Była to już dziesiąta w historii potyczka pomiędzy tymi drużynami. Mecz zakończył się zwycięstwem męskiej reprezentacji Polski 125 do 109.

## Rezultaty

### Mężczyźni

#### Bieg na 100 metrów
| Pozycja | Zawodnik          | Wynik |
| ------- | ----------------- | ----- |
| 1       | Ennio Preatoni    | 10,5  |
| 2       | Francesco Zandano | 10,6  |
| 3       | Stanisław Wagner  | 10,6  |
| 4       | Tadeusz Jaworski  | 10,7  |

#### Bieg na 200 metrów
| Pozycja | Zawodnik         | Wynik |
| ------- | ---------------- | ----- |
| 1       | Jan Werner       | 21,2  |
| 2       | Giacomo Puosi    | 21,3  |
| 3       | Pasqualino Abeti | 21,3  |
| 4       | Andrzej Badeński | 21,5  |

#### Bieg na 400 metrów
| Pozycja | Zawodnik          | Wynik |
| ------- | ----------------- | ----- |
| 1       | Jan Balachowski   | 46,4  |
| 2       | Edmund Borowski   | 47,1  |
| 3       | Sergio Bello      | 47,1  |
| 4       | Claudio Trachelio | 47,7  |

#### Bieg na 800 metrów
| Pozycja | Zawodnik             | Wynik  |
| ------- | -------------------- | ------ |
| 1       | Stanisław Waśkiewicz | 1:49,9 |
| 2       | Gianni Del Buono     | 1:50,0 |
| 3       | Zenon Szordykowski   | 1:50,5 |
| 4       | Dario Bonetti        | 1:52,2 |

#### Bieg na 1500 metrów
| Pozycja | Zawodnik            | Wynik  |
| ------- | ------------------- | ------ |
| 1       | Henryk Szordykowski | 3:43,4 |
| 2       | Francesco Arese     | 3:43,6 |
| 3       | Andrzej Kupczyk     | 3:46,5 |
| 4       | Renzo Pinelli       | 3:52,1 |

#### Bieg na 5000 metrów
| Pozycja | Zawodnik           | Wynik   |
| ------- | ------------------ | ------- |
| 1       | Francesco Arese    | 14:09,4 |
| 2       | Giuseppe Ardizzone | 14:09,4 |
| 3       | Edward Mleczko     | 14:17,6 |
| 4       | Tadeusz Zieliński  | 14:56,8 |

#### Bieg na 10000 metrów
| Pozycja | Zawodnik          | Wynik   |
| ------- | ----------------- | ------- |
| 1       | Giuseppe Cindolo  | 31:36,4 |
| 2       | Stanisław Podzoba | 31:16,4 |
| 3       | Henryk Piotrowski | 31:37,8 |
| 4       | Giovanni Pizzi    | 31:57,8 |

#### Bieg na 110 metrów przez płotki
| Pozycja | Zawodnik         | Wynik |
| ------- | ---------------- | ----- |
| 1       | Sergio Liani     | 14,1  |
| 2       | Marek Jóźwik     | 14,3  |
| 3       | Fabrizio Virgili | 14,3  |
| 4       | Andrzej Roszak   | 14,5  |

#### Bieg na 400 metrów przez płotki
| Pozycja | Zawodnik           | Wynik |
| ------- | ------------------ | ----- |
| 1       | Giorgio Ballati    | 51,0  |
| 2       | Zdzisław Serafin   | 51,0  |
| 3       | Witold Banaszak    | 51,4  |
| 4       | Alessandro Scatene | 51,5  |

#### Bieg na 3000 metrów z przeszkodami
| Pozycja | Zawodnik          | Wynik  |
| ------- | ----------------- | ------ |
| 1       | Kazimierz Maranda | 8:58,6 |
| 2       | Jan Kondzior      | 8:58,6 |
| 3       | Umberto Risi      | 9:06,6 |
| 4       | Francesco Valenti | 9:33,4 |

#### Skok wzwyż
| Pozycja | Zawodnik             | Wynik |
| ------- | -------------------- | ----- |
| 1       | Erminio Azzaro       | 2,17  |
| 2       | Lech Klinger         | 2,14  |
| 3       | Wojciech Gołębiowski | 2,08  |
| 4       | Gian Marco Schivo    | 2,08  |

#### Skok o tyczce
| Pozycja | Zawodnik               | Wynik |
| ------- | ---------------------- | ----- |
| 1       | Renato Dionisi         | 5,20  |
| 2       | Włodzimierz Sokołowski | 4,80  |
| 3       | Zygmunt Dobrosz        | 4,60  |
| 4       | Vittore Pontonutti     | 4,60  |

#### Skok w dal
| Pozycja | Zawodnik         | Wynik |
| ------- | ---------------- | ----- |
| 1       | Waldemar Stępień | 7,38  |
| 2       | Carlo Arrighi    | 7,21  |
| 3       | Stanisław Cabaj  | 7,01  |
| 4       | Elio Lazzarotti  | 6,95  |

#### Trójskok
| Pozycja | Zawodnik          | Wynik |
| ------- | ----------------- | ----- |
| 1       | Giuseppe Gentile  | 15,70 |
| 2       | Andrzej Lasocki   | 14,97 |
| 3       | Tadeusz Jankowski | 14,95 |
| 4       | Enzo Buzzelli     | 14,39 |

#### Pchnięcie kulą
| Pozycja | Zawodnik          | Wynik |
| ------- | ----------------- | ----- |
| 1       | Władysław Komar   | 19,10 |
| 2       | Edmund Antczak    | 18,63 |
| 3       | Michele Sorrenti  | 17,39 |
| 4       | Renato Borgonzoni | 17,24 |

#### Rzut dyskiem
| Pozycja | Zawodnik              | Wynik |
| ------- | --------------------- | ----- |
| 1       | Leszek Gajdziński     | 59,06 |
| 2       | Zenon Begier          | 57,60 |
| 3       | Silvano Simeon        | 57,26 |
| 4       | Armando De Vincentiis | 55,14 |

#### Rzut młotem
| Pozycja | Zawodnik              | Wynik |
| ------- | --------------------- | ----- |
| 1       | Mario Vecchiato       | 68,06 |
| 2       | Stanisław Lubiejewski | 68,04 |
| 3       | Piotr Gaździk         | 67,20 |
| 4       | Walter Bernardini     | 64,30 |

#### Rzut oszczepem
| Pozycja | Zawodnik           | Wynik |
| ------- | ------------------ | ----- |
| 1       | Władysław Nikiciuk | 83,70 |
| 2       | Janusz Sidło       | 78,30 |
| 3       | Carlo Lievore      | 70,54 |
| 4       | Vanni Rodeghiero   | 69,66 |

#### Dziesięciobój
| Pozycja | Zawodnik           | Wynik |
| ------- | ------------------ | ----- |
| 1       | Ryszard Katus      | 7323  |
| 2       | Leszek Fidusiewicz | 7193  |
| 3       | Mario Frasca       | 6855  |
| 4       | Carlo Arrighi      | 6411  |

#### Chód na 20 kilometrów
| Pozycja | Zawodnik         | Wynik     |
| ------- | ---------------- | --------- |
| 1       | Vittorio Visini  | 1:39:32,0 |
| 2       | Walter Sgardello | 1:42:38,4 |
| 3       | Jan Ornoch       | 1:47:03,4 |
| 4       | Edmund Paziewski | 1:51:05,6 |

#### Sztafeta 4 × 100 metrów
| Pozycja | Reprezentacja                                                                   | Wynik |
| ------- | ------------------------------------------------------------------------------- | ----- |
| 1       | Włochy · Giorgio Rietti · Ennio Preatoni · Gaetano Calvo · Pasqualino Abeti     | 40,1  |
| 2       | Polska · Stanisław Wagner · Edward Romanowski · Tadeusz Jaworski · Tadeusz Cuch | 40,2  |

#### Sztafeta 4 × 400 metrów
| Pozycja | Reprezentacja                                                                | Wynik  |
| ------- | ---------------------------------------------------------------------------- | ------ |
| 1       | Polska · Jan Werner · Edmund Borowski · Andrzej Badeński · Jan Balachowski   | 3:06,0 |
| 2       | Włochy · Alessandro Scatena · Giacomo Puosi · Giorgio Ballati · Sergio Bello | 3:12,1 |